# Lifeforms
Lifeforms (с англ. — «Формы жизни») — двойной студийный альбом, выпущенный в 1994 году электронным дуэтом The Future Sound of London. Со временем этот альбом стал их самой известной пластинкой и, кроме того, он считается влиятельной классикой авангардной электронной музыки.

## Обзор
В соответствии со своим названием, альбом обыгрывает темы мира живой и неживой природы, из которого взято немалое количество семплов: флоры, фауны, ветра, воды и т. п. Сами композиции также несут «природные» названия: «скорлупа», «больной цветок», «птичьи крылья» и т. п.
Релиз имел коммерческий успех — было продано более 60,000 копий альбома, в результате чего ему был присвоен статус серебряного Британской ассоциацией звукозаписи (англ. British Phonographic Industry). В дополнение к альбому были выпущены синглы Cascade и одноимённый Lifeforms.
FSOL сочинил этот альбом в то же самое время, когда заканчивал работу над Tales of Ephidrina, однако, несмотря на общий стиль, более сложная, ориентированная на эмбиент музыка в итоге была выпущена под названием Lifeforms.
Стиль иллюстраций получил развитие из предыдущих работ: изображения ведьмочки Sheuneen Ta, а также компьютерного «существа с шипами» (англ. Spike) иногда называемого Электронным Мозгом (англ. Electronic Brain), вскоре ставшие узнаваемыми, появились на обложке впервые.

## Список композиций

### Диск 1
1. «Cascade» — 5:59
2. «Ill Flower» — 3:24
3. «Flak» — 4:53
4. «Bird Wings» — 1:30
5. «Dead Skin Cells» — 6:50
6. «Lifeforms» — 5:18
7. «Eggshell» — 6:45
8. «Among Myselves» — 5:52

### Диск 2
1. «Domain» — 2:48
2. «Spineless Jelly» — 4:41
3. «Interstat» — 0:55
4. «Vertical Pig» — 6:44
5. «Cerebral» — 3:30
6. «Life Form Ends» — 5:03
7. «VIT» — 6:48
8. «Omnipresence» — 6:39
9. «Room 208» — 6:12
10. «Elaborate Burn» — 3:15
11. «Little Brother» — 5:13

## Чарты
| Год  | Чарт            | Место |
| ---- | --------------- | ----- |
| 1994 | UK Albums Chart | 6     |

## Участники записи
- Написан и спродюсирован The Future Sound of London.
- Звукорежиссёры Yage.
- «Flak» написан Dougans/Cobain/Fripp/Williams/Grossart/Thompson/Nightingale.
- «Omnipresence» написан Dougans/Cobain/Schulze.
- Не приписанные никому звуковые фрагменты во «Flak» и «Cascade» исполнены Ozric Tentacles.
- Гитарные звуки во «Flak» исполнены Робертом Фриппом.
- Игра на табла в «Life Form Ends» — Талвин Сайн (англ. Talvin Singh).
- Вокальные партии в «Cerebral» исполнены Тони Хэллидей (англ. Toni Halliday) — вокалисткой Curve.
- «Among Myselves» содержит семплы из фильма Сканнеры сценариста Дэвида Кроненберга.
- Элизабет Фрейзер (англ. Elizabeth Fraser) исполнила вокальную партию в композиции «Lifeforms».
- Иллюстрации и фотографии созданы: FSOL, Buggy G Riphead, Peter Atkinson, Stephen Marks, P.Knott, Alistair Shay, Martin Poole и Olaf Wendt, последние из которых создали модель «существа с шипами»/«электронного мозга».